# هانس بيتر هان
هانس بيتر هان (بالألمانية: Hans Peter Hahn) (ولد عام 1963) هو عالم أنثروبولوجيا ألماني متخصص في الدراسات الثقافية، ويشغل منصب أستاذ في جامعة غوته فرانكفورت. يُعرف بإسهاماته في مجال الأنثروبولوجيا الأفريقية، كما أنه عضو في مجلس إدارة رابطة الدراسات الأفريقية في ألمانيا (بالألمانية: Vereinigung für Afrikawissenschaften in Deutschland – اختصارًا VAD e.V).

## المسيرة الأكاديمية
تخرّج هان من جامعات ألمانية بارزة، وتخصص في الأنثروبولوجيا الثقافية والاجتماعية. عمل في عدة مؤسسات بحثية، وله مشاركات واسعة في أبحاث ميدانية في غرب أفريقيا، خاصة في بوركينا فاسو وغانا.

## الاهتمامات البحثية
تركّز أعماله البحثية على قضايا مثل:
- استخدام المواد والأشياء في الحياة اليومية.
- التحولات الاجتماعية الناتجة عن العولمة في أفريقيا.
- الهوية والملكية الثقافية.
- التواصل بين الثقافات الأوروبية والأفريقية.

## البرامج الدولية
يشغل هان أيضًا منصب منسق أكاديمي لبرنامج الماجستير الفرنسي-الألماني المشترك في الأنثروبولوجيا الثقافية، المعروف باسم: Franco-German Master of Arts: Ethnology and its German-French perspectives، وهو أحد فروع ماجستير الأنثروبولوجيا الاجتماعية والثقافية.

## مؤلفاته
ألف هان العديد من الكتب والأبحاث المحكمة، من بينها:
- Global Goods – Global Realities: Material Culture and the Study of Africa
- Vom Eigensinn der Dinge
- كما شارك بتحرير مجلدات عن الهوية، والهجرة، والتبادل الثقافي.